# 8325 Тріго-Родрігес
8325 Тріго-Родрігес (8325 Trigo-Rodriguez, 1981 EM26) — астероїд головного поясу.
Тіссеранів параметр щодо Юпітера — 3,190.